# Turda
Turda (njem.; Thorenburg, mađ.; Torda) je grad u županiji Cluj u Rumunjskoj. Drugi po veličini u županiji nakon Cluja.

## Zemljopis
Grad se nalazi u središnjem dijelu povijesne pokrajine Transilvanije, oko 30 km južno do Cluja, sjedišta županije.
Turda se nalazi u središnjoj kotlini Transilvanije, na rijeci Arieș, na mjestu gdje rijeka izlazi iz planina Bihora. 

## Stanovništvo
Prema popisu stanovništva iz 2002. godine grad je imao 55.887 stanovnika. Većinsko stanovništvo u Rumunji 84,88%, s mađarskom 10,05% i romskom 4,83% manjinom. Početkom 20. stoljeća većinsko stanovništvo činili su Mađari.

### Etnički sastav
| Turda  |        |        |         |
| Godina | Ukupno | Mađari | Rumunji |
| 1910.  | 15.167 | 69,4 % | 27,6 %  |
| 1920.  | 16.692 | 62,0 % | 31,3 %  |
| 1930.  | 21.428 | 52,7 % | 39,0 %  |
| 1941.  | 32.170 | 22,1 % | 70,5 %  |
| 1956.  | 35.606 | 20,6 % | 74,6 %  |
| 1966.  | 44.980 | 16,9 % | 81,2 %  |
| 1977.  | 55.294 | 14,0 % | 83,7 %  |
| 1992.  | 61.200 | 11,6 % | 87,4 %  |
| 2002.  | 55.887 | 10,0 % | 84,0 %  |

## Gradovi prijatelji
- Angoulême, Francuska
- Vašrelj, Mađarska
- Santa Susanna, Španjolska
- Torda, Srbija

## Vanjske poveznice
- Službena stranica grada  Arhivirana inačica izvorne stranice od 17. listopada 2012. (Wayback Machine)

### Ostali projekti
|  | Zajednički poslužitelj ima još gradiva o temi Turda |